# Amputação

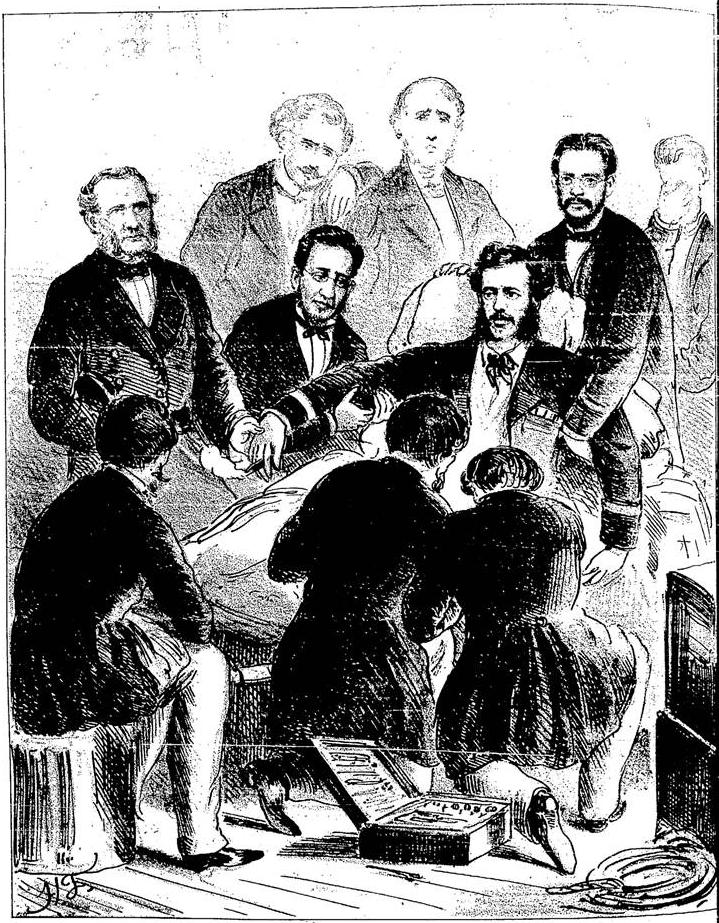
Amputação da perna do primeiro-tenente Antônio Carlos de Mariz e Barros, comandante do Encouraçado Tamandaré (Henrique Fleiuss, Semana Illustrada, 1866).

Amputação é a remoção de uma extremidade do corpo mediante cirurgia ou acidente. Na medicina, é usada para controlar a dor ou a doença no membro afetado, como no câncer e na gangrena. Durante a história foi amplamente usada como punição por crimes. Muitas culturas e religiões, ainda fazem amputações ou mutilações em crianças durante seus rituais.
Os cientistas encontram vestígios no início de 2020, ao escavar o chão de uma caverna em Bornéu, evidências de uma amputação cirúrgica de 31.000 anos sem ferramentas cirúrgicas, antibióticos ou analgésicos.

## Tipos
- perna:
  - amputação dos dedos
  - amputação parcial do pé
  - desarticulação do tornozelo
  - amputação abaixo do joelho
  - amputação na base do joelho
  - amputação acima do joelho
  - desarticulação da coxa

- braço:
  - amputação dos dedos
  - amputação do antebraço
  - amputação do punho
  - desarticulação do cotovelo
  - amputação acima do cotovelo
  - desarticulação do ombro

- Faciais:
  - de uma orelha (auriculectomia)
  - do nariz (rinotomia)
  - de um olho (enucleação)
  - da língua (glossectomia)

- Peitoral:

Amputação transfemoral.

  - amputação das mamas (mastectomia).

- Órgãos genitais:
  - amputação dos testículos (castração).
  - amputação do pênis (penectomia).
  - amputação do prepúcio (circuncisão).
  - amputação do clitóris (clitoridectomia).

### Amputação traumática
Amputação traumática é a retirada acidental de parte do corpo, que pode ser um dedo, um braço ou uma perna.
Neste tipo de acidente, comum em fábricas, fazendas e em acidentes de automóveis, existem várias complicações decorrentes, tais como choque, sangramento, infecções, e outras complicações psicológicas decorrentes.
Quando um membro é amputado parcialmente, podem ainda existir partes de tecido mole para uma eventual reparação.
Com o avanço da medicina, os amputados podem, a longo prazo, recuperar-se significativamente, mediante novos modelos de próteses, técnicas reparadoras e avanços nos cuidados emergenciais.

## Critérios
A escala MESS (do inglês Mangled Extremity Severity Score) ou ESEM (Escala de severidade da extremidade mutilada) é um instrumento desenvolvido para auxiliar o cirurgião na decisão entre amputar e preservar o membro gravemente lesado. Leva em conta cinco critérios e recomenda-se a amputação se a pontuação é 7 ou maior:
- Idade do paciente:
  - Menos de 30: +0
  - Entre 30 e 50: +1
  - Mais de 50: +2

- Isquemia do membro:
  - Pulso reduzido ou com perfusão normal: + 1
  - Sem pulso, parestesias, recarga capilar lenta: + 2
  - Frio, paralisia, insensível / insensível: + 3

- Shock:
  - PAS> 90 mmHg consistentemente: 0
  - Hipotensão transitória: + 1
  - Hipotensão persistente: + 2

- Característica da lesão:
  - Baixa energia (esfaqueamento, tiro de pequeno calibre, fratura simples): +1
  - Moderada energia (luxação, fraturas abertas ou múltiplas): +2
  - Alta energia (alta velocidade, explosão ou tiro de grande calibre): +3
  - Muito alta energia (trauma de alta velocidade com grande contaminação ou soterramento): +4

- Tempo: Após 6h a pontuação dobra

## Método
O primeiro passo é ligar as artérias e veias para prevenir a hemorragia. Os músculos são retirados e finalmente o osso é serrado. A pele e os músculos da região amputada são então rearranjados, ocasionalmente com a inserção de elementos que facilitam a colocação de uma prótese. 

## Complicações
Alguns amputados experimentam o fenômeno do membro fantasma; eles sentem como se o membro ainda estivesse ali, experimentando inclusive dores e sensações anormais. Os cientistas acreditam que tem a ver com uma espécie de mapa neural que o cérebro tem do corpo, que manda informação ao restante do cérebro sobre a falta de conhecimento do membro sobre sua existência.
Em muitos casos, o membro fantasma ajuda na adaptação da prótese, ao permitir que a pessoa experimente a propriocepção do membro protetizado.

## Filmes que abordaram o tema
- Ferrugem e Osso